# The Lady of the Dugout
The Lady of the Dugout er en amerikansk stumfilm fra 1918 af W.S. Van Dyke.

## Medvirkende
- Al J. Jennings - Al Jennings
- Frank Jennings - Frank Jennings
- Corinne Grant
- Ben Alexander
- Joseph Singleton
- Carl Stockdale - Zonie